# Joseph Bernard de Lauwereyns
 Joseph Bernard de Lauwereyns , né le 26 avril 1745 à Bergues et mort le 20 octobre 1821 à Paris, est un militaire français de la Révolution et de l’Empire.

## États de service
Il entre en service le 1er janvier 1765, comme lieutenant en second à l’école royale du génie de Mézières, et après trois ans d’étude, il en sort le 1er janvier 1767, avec le grade d’ingénieur (lieutenant en premier). Après dix ans d’honorables services dans diverses places, il reçoit son brevet de capitaine le 1er janvier 1777.
En 1789, il commande le génie de la place de Gravelines, et il est fait chevalier de Saint-Louis le 6 janvier 1791. Le 10 décembre 1792, il est nommé sous directeur du génie à Aire, avant d’être dirigé vers Bergues, quelque temps après. Le 12 septembre 1793, il est muté à Saint-Omer, et le 24 septembre suivant, il se rend à Dunkerque, où il reçoit ses épaulettes de chef de bataillon le 1er octobre 1793.
Il assiste à l’attaque de Furnes, au siège de Nieuport, et le 31 juillet 1794, il est désigné pour prendre le commandement du génie à Ypres. Le 2 octobre 1794, il est nommé directeur provisoire des fortifications de cette place, et le 6 décembre 1794, il reçoit l’ordre de se rendre à Saint-Omer. Il est promu chef de brigade le 29 février 1796, et le 1er janvier 1797, il est nommé directeur des fortifications à Arras, tout en conservant celle de Saint-Omer.
Il est fait chevalier de la Légion d’honneur le 11 décembre 1803, et officier de l’ordre le 14 juin 1804. Membre du collège électoral du département du Nord peu de temps après, il est admis à la retraite le 31 janvier 1806, et il est créé chevalier de l’Empire le 2 août 1808.
Il meurt le 20 octobre 1821, à Paris.

## Armoiries
| Armoiries | Nom du chevalier et blasonnement |
| --------- | --- |
|           | Chevalier Joseph Bernard Lauwereyns de Roosendale et de l'Empire, lettres patentes du 2 août 1808. D'argent aux trois merles de sable au chef, un arbre de sinople en pointe, fasce de gueules chargée du signe des chevaliers - Livrées : sable, blanc, rouge et verd dans la bordure seulement. |

## Sources
- A. Lievyns, Jean Maurice Verdot, Pierre Bégat, Fastes de la Légion-d'honneur, biographie de tous les décorés accompagnée de l'histoire législative et réglementaire de l'ordre, Tome 3, Bureau de l’administration, 1844, 529 p. (lire en ligne), p. 262.
- « La noblesse d’Empire » (consulté le 20 avril 2016)
- Vicomte Révérend, Armorial du premier empire, tome 3, Honoré Champion, libraire, Paris, 1897, p. 59.
- Léon Hennet, Etat militaire de France pour l’année 1793, Siège de la société, Paris, 1903, p. 312.